# Бормотова
Бормотова — деревня в Кудымкарском районе Пермского края. Входила в состав Ленинского сельского поселения. Располагается юго-западнее от города Кудымкара. Расстояние до районного центра составляет 22 км. По данным Всероссийской переписи населения 2010 года, в деревне проживало 79 человек (39 мужчин и 40 женщин).

## История
По данным на 1 июля 1963 года, в деревне проживало 223 человека. Населённый пункт входил в состав Верх-Юсьвинского сельсовета.